# Tomislav Zubčić
Tomislav Zubčić (Zadar, 17 de enero de 1990) es un jugador de baloncesto croata que actualmente juega en las filas de la GeVi Napoli de la Lega Basket Serie A. Con 2,11 metros de estatura, juega en la posición de pívot.

## Trayectoria deportiva
Comenzó su andadura en las categorías inferiores del KK Zadar, de donde pasó al Cibona Zagreb en 2007, siendo cedido esa primera temporada al equipo de segunda división del KK Rudeš. En la Cibona jugó hasta 2013, ganando 3 títulos de liga y uno de copa. Tras un breve paso por el BC Lietuvos Rytas lituano, regresó a su país para fichar por el KK Cedevita, club al que pertenece en la actualidad. En su última temporada promedió en la Liga del Adriático 6,9 puntos y 3,4 rebotes por partido.
Fue elegido en la quincuagésimo sexta posición del Draft de la NBA de 2012 por Toronto Raptors. Sus derechos fueron traspasados en 2015 a Oklahoma City Thunder a cambio de Luke Ridnour.
El 25 de diciembre de 2020, firma por el Tofaş Spor Kulübü de la Basketbol Süper Ligi.
En la temporada 2022-23, firma por los London Lions de la BBL.
El 26 de julio de 2023 fichó por el Napoli Basket de la Lega Basket Serie A italiana.

## Selección nacional
Zubčić formó parte de los seleccionados juveniles de baloncesto de Croacia, siendo integrante de las escuadras que terminaron terceras en el Campeonato Europeo de Baloncesto Masculino Sub-18 de 2008 y en el Campeonato Mundial de Baloncesto Masculino Sub-19 de 2009 entre otros torneos.
También ha jugado con la selección absoluta de Croacia.